# Graham Dadds
Graham Bassett Dadds (Swansea, 16 marzo 1911 – Swansea, 8 marzo 1980) è stato un hockeista su prato britannico.

## Palmarès
- Giochi olimpici

Helsinki 1952: bronzo.